# Besharam (film, 1978)
Pour les articles homonymes, voir Besharam.
Besharam (hindi: बेशरम, « effronté », « éhonté ») est un thriller produit et réalisé par l'acteur vétéran Deven Verma, sorti en 1978. 
Ce film en hindi est le premier film que Deven Verma dirige, avec comme acteurs principaux Amitabh Bachchan, Sharmila Tagore, Amjad Khan, A. K. Hangal, Iftekhar, Nirupa Roy et Deven Verma. La musique du film a été composée par Kalyanji Anandji.

## Distribution
- Amitabh Bachchan - Ram Kumar Chandra/Prince Chandrashekar
- Sharmila Tagore - Rinku/Monica
- Bindu - Manju
- Amjad Khan - Digvijay Singh/Dharamdas
- Uma Dhawan - Chanda
- Dhumal - Mukhiya
- A. K. Hangal - Ramchandra
- Nirupa Roy - Mrs. Ramchandra
- Iftekhar - Commissaire de police
- Imtiaz - Tony (en tant que Imtiyaz)
- Jagdish Raj - Pandey
- Jayshree T. - Rosie
- Deven Verma - Laxman, son père et sa père
- Urmila Bhatt - Rosy
- Helen